# شهرستان گولوپ-دوبژن
شهرستان گولوپ-دوبژن (به لهستانی: Golub-Dobrzyń County) یک شهرستان در لهستان است که در استان کویافسکو-پومورسکی واقع شده‌است.

## خصوصیات
شهرستان گولوپ-دوبژن ۶۱۲٫۹۸ کیلومترمربع مساحت و ۴۵٬۰۶۰ نفر جمعیت دارد.